# Andra fitnan

Territoriell kontroll av utmanarna till kalifatet under inbördeskrigets höjdpunkt (686).

Andra fitnan (arabiska: الفتنة الثانية) syftar på perioden av militär och politisk konflikt under de tidiga åren av umayyadiskt styre, åren 680–692. Den uppstod efter Muawiyas död och började med det shiitiska motståndet lett av Husayn ibn Ali (en dotterson till den islamiske profeten Muhammed) mot Yazid (Muawiyas son och efterträdare). Denna konflikt kulminerade i slaget vid Karbala med Husayns martyrskap och decimering av hans armé.
Andra fitnan inkluderar även upproret mot Yazid av Abdullah ibn al-Zubayr, som utmanade kalifens politiska legitimitet på religiösa grunder. Ibn al-Zubayr presenterade sig som en  konkurrerande kalif, och fortsatte sin kamp mot den umayyadiska linjen i Damaskus även efter Yazids död år 683. Hans revolt slogs till slut ner av den femte umayyadkalifen Abd al-Maliks regering år 692.
Fitna är ett arabiskt ord som betyder prövning och strävan, och har använts för att referera till förhållanden av civil oordning.